# Sabolotne (Tultschyn)
Sabolotne (ukrainisch Заболотне; russisch Заболотное Sabolotnoje) ist ein Dorf im Süden der ukrainischen Oblast Winnyzja mit etwa 1400 Einwohnern (2004).

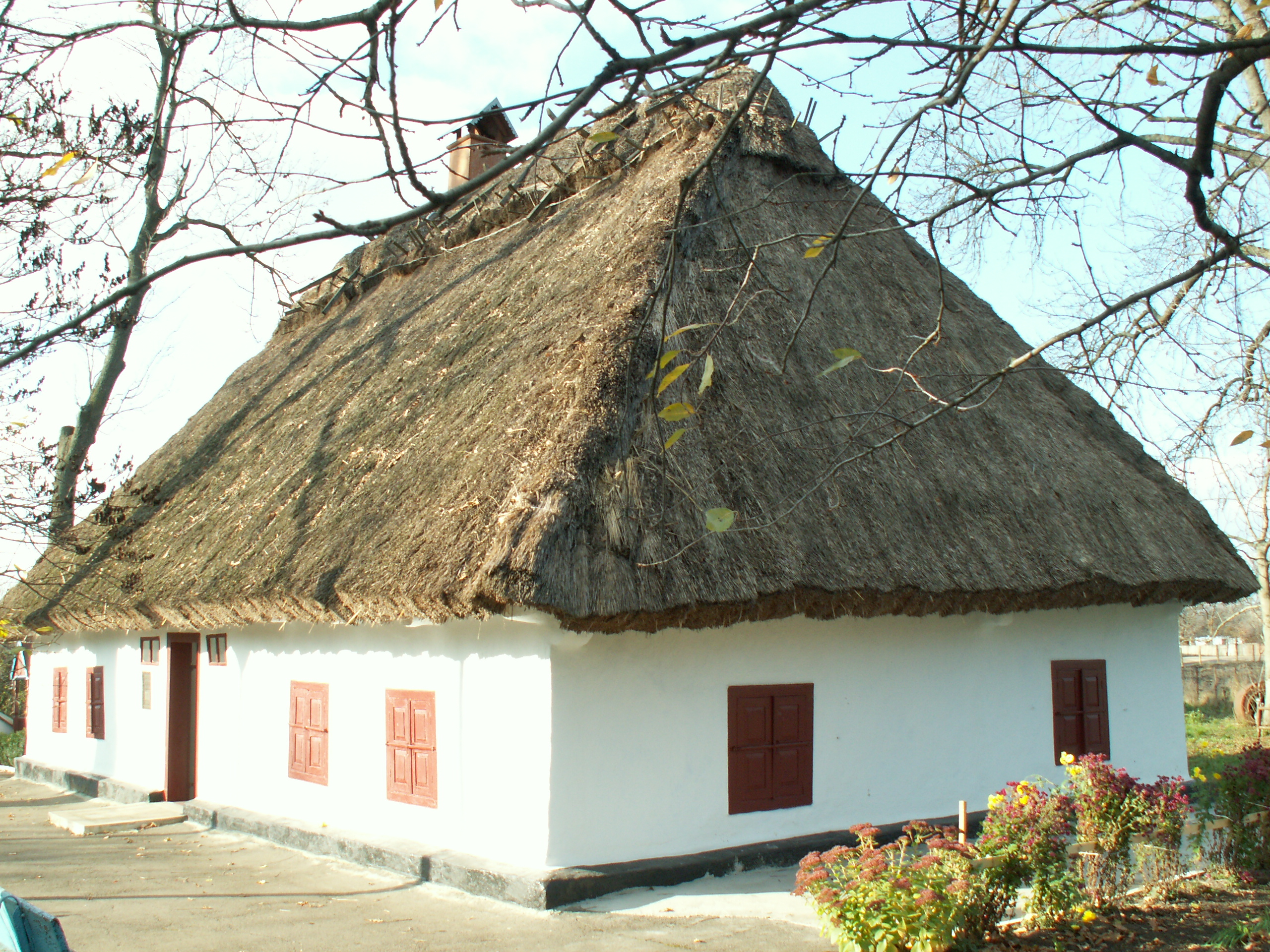
Das Danylo-Sabolotnyj-Museum in Sabolotne

Das 1756 als Chobotarka gegründete Dorf liegt 7 km nördlich vom ehemaligen Rajonzentrum Kryschopil und 116 km südlich vom Oblastzentrum Winnyzja. 1929 wurde das Dorf nach dem hier 1866 geborenen Epidemiologen und Mikrobiologen Danylo Sabolotnyj in Sabolotne umbenannt.
Am 12. Juni 2020 wurde das Dorf ein Teil der neugegründeten Siedlungsgemeinde Kryschopil, bis dahin bildete es die gleichnamige Landratsgemeinde Sabolotne (Заболотненська сільська рада/Sabolotnenska silska rada) im Osten des Rajons Kryschopil.
Am 17. Juli 2020 kam es im Zuge einer großen Rajonsreform zum Anschluss des Rajonsgebietes an den Rajon Tultschyn.